# Радослав Лакић
Радослав Лакић, (Рекавице код Бања Лука, 21. септембра 1959 — Млиниште код Гламоча, 9. септембар 1995) био је потпуковник Војске Републике Српске.

## Биографија
Радослав Лакић, рођен је 21. септембра 1959. године у селу Рекавице, општина Бања Лука, од оца Бранка и мајке Ђује. Основну школу завршио је у Александровцу, Лакташи, а Средњу машинску техничку школу у Бањој Луци. Војну академију копнене војске, смјер оклопномеханизованих јединица, завршио је у Београду 1982. Обављао је сљедеће дужности: командир вода и чете у оклопном батаљону l. оклопне бригаде у Врхници - Словенија; командир чете Војне полиције у 17. батаљону војне полиције у Љубљани; командант 1. батаљона војне полиције 1. крајишког корпуса у Бањој Луци од 1992. до септембра 1993. Командовао је и Извиђачко-диверзантским одредом 1. крајишког корпуса, као и З. српском бригадом. Прошао ратишта од Западне Славоније, Коридора, рејона Озрена, планине Влашић до гламочког ратишта. Као командант бригаде заробљен је и стријељан од снага хрватске војске на Млиништима, општина Гламоч, 1995. У току војничке каријере у ЈНА и ВРС више пута је награђиван и ванредно унапређиван. Са супругом Савком имао је двоје дјеце, Бранка и Тању. Сахрањен је на црквеном гробљу у Маглајанима.

## Убиство
Током операције Маестрал припадници 7. Гардијске бригаде Хрватске војске, познатија као "Пуме" су 9. и 10. септембра 1995. на ширем подручју Млиништа, код Гламоча, након заробљавања стријељали Радослава Лакића, Перу Видовића, Петра Јотановића, Драгослава Мутића, Борислава Вукића и једну непознату мушку особу. Убиство је наредио командант бригаде Иван Кораде. За овај злочин пред Жупанијским судом у Загребу осуђени су: Тихомор Шаворић и Ненад Јуринец на по шест година затвора, Антун Новачић на пет, те Роберт Прецехтјел и Роберт Берак на по двије године затвора.

## Одликовања
Орденом Карађорђеве звијезде трећег реда.